# Codiaeum
Genre
Codiaeum est un genre de plantes à fleurs de la famille des Euphorbiaceae. Ce sont des arbustes.

## Liste des espèces
Selon World Checklist of Selected Plant Families (WCSP) (21 janvier 2018) :
- Codiaeum affine Merr. (1926)
- Codiaeum bractiferum (Roxb.) Merr. (1917)
- Codiaeum ciliatum Merr. (1920)
- Codiaeum finisterrae Pax & K.Hoffm. (1912)
- Codiaeum hirsutum Merr., Philipp. J. Sci. (1914 publ. 1915)
- Codiaeum ludovicianum Airy Shaw (1978)
- Codiaeum luzonicum Merr. (1906)
- Codiaeum macgregorii Merr. (1920)
- Codiaeum megalanthum Merr. (1920)
- Codiaeum membranaceum S.Moore, J. Linn. Soc. (1920)
- Codiaeum oligogynum McPherson (1987) (endémique à la Nouvelle-Calédonie)
- Codiaeum palawanense Elmer (1911)
- Codiaeum peltatum (Labill.) P.S.Green (1986)
- Codiaeum stellingianum Warb. (1891)
- Codiaeum tenerifolium Airy Shaw (1978)
- Codiaeum trichocalyx Merr. (1920)
- Codiaeum variegatum (L.) Rumph. ex A.Juss., Euphorb. Gen.: 80, 111 (1824)